# جيري نادلر
جيرولد نادلر لويس (/ˈnædlər/ من مواليد 13 يونيو 1947) هو مُحامٍ وسياسي أمريكي يتولى منصب المُمثل الأمريكي لمنطقة الكونغرس العاشرة في نيويورك، وهو في ولايته الخامسة عشرة في الكونغرس منذ 2013، بالإضافة إلى عضويته في الحزب الديمقراطي. أُنتخِبَ في الأصل لتمثيل منطقة الكونجرس السابعة عشر بالولاية (1992-1993) والتي أعيد ترقيمها بمنطقة الكونجرس الثامنة (1993-2013) وهي الآن الدائرة العاشرة للكونغرس، ويشغل نادلر منصب رئيس اللجنة القضائية في مجلس النواب منذ عام 2019.
تضم المقاطعة، التي تم ترقيمها باعتبارها المنطقة االعاشرة، الجانب الغربي من مانهاتن وصولاً إلى حديقة باتري بارك، بما في ذلك مركز التجارة العالمي. ويشمل أيضًا أحياء تشيلسي في مانهاتن، وهيلز كيتشن، وقرية الأمنيّة الخضراء، بالإضافة إلى أجزاء من بروكلين؛ مثل كوني آيلاند وبينسون هارت وبورو بارك وباي ريدج. وتشمل العديد من مناطق الجذب السياحي الأكثر شعبية في مدينة نيويورك، بما في ذلك تمثال الحُرية وبورصة نيويورك للأوراق المالية وجسر بروكلين وسنترال بارك.

## الحياة المُبكرة والتعليم والمهنة السياسية المُبكرة
وُلد نادلر لعائلة يهودية في بروكلين، مدينة نيويورك، بولاية نيويورك، ابن ميريام (شريبر) وإيمانويل «ماكس» نادلر. في شبابه، التحق بالمدرسة الدينية اليهودية في كراون هايتس. وهو العضو الوحيد في الكونغرس الذي تلقى تعليمه في المدرسة الدينية. تخرّج من مدرسة ستايفيسنت الثانوية في عام 1965 (حيث كان شريكه في فريق المناقشة هو فيلسوف العلوم في المستقبل ألكساندر روزنبرغ، وأدار ديك موريس حملته الناجحة لمنصب رئيس الحكومة الطلابية).
حصل نادلر على درجة البكالوريوس من جامعة كولومبيا عام 1969، حيث أصبح شقيقًا لألفا إبسيلون بي، بعد تخرجه من جامعة كولومبيا، عمل نادلر كمساعداً وكاتباً قانونياً. وفي عام 1978، حصل على درجة الدكتوراه من جامعة فوردهام في كلية القانون أثناء خدمته في جمعية ولاية نيويورك.

## جمعية ولاية نيويورك
كان عضواً في جمعية ولاية نيويورك من 1977 إلى 1992، حيث كان يجلس في الهيئات التشريعية لولاية نيويورك الـ 182 و 183 و 184 و 185 و 186 و 187 و 188 و 189.
في عام 1985، ترشح لمنصب رئيس مانهاتن بورو. خسر الانتخابات التمهيدية الديمقراطية لديفيد دينكينز. في الانتخابات العامة، ترشح كمرشح للحزب الليبرالي في نيويورك، وهُزِم مرة أخرى من قبل دينكينز.
في عام 1989، ترشح لمراقب مدينة نيويورك. في الانتخابات التمهيدية للحزب الديمقراطي، خسر أمام إليزابيث هولتزمان من مقاطعة كينجز دي أي.
أسس نادلر وترأس اللجنة الفرعية للجمعية العامة للنقل الجماعي والشحن بالسكك الحديدية.

## مجلس النواب الأمريكي

### الانتخابات
في عام 1992، كان من المتوقع أن يترشح تيد فايس لإعادة انتخابه في الدائرة الثامنة، والتي أعيد ترقيمها من المرتبة السابعة عشر بعد الإحصاء الأمريكي عام 1990 . ومع ذلك، توفي فايس قبل يوم من الانتخابات الأولية. تم ترشيح نادلر ليحل محل فايس. وخاض الانتخابات مرتين في يوم الانتخابات - وهي انتخابات خاصة لخدمة بقية ولاية فايس الثامنة في الدائرة 17 القديمة والمنتظمة لمدة سنتين كاملة في الدائرة الثامنة الجديدة. فاز كلاهما بسهولة، وتم إعادة انتخابه 15مرة دون أي معارضة حقيقية، ولم ينخفض مطلقًا عن 75 في المائة من الأصوات في واحدة من أكثر المناطق ديمقراطية في البلاد. إلا في عام 2020 ، حيث واجه نادلر تحديًا أساسيًا من الناشطة ليندسي بويلان ؛ كانت الانتخابات هي المرة الأولى في فترته التي حصل فيها نادلر على أقل من 75٪ من الأصوات. تم إعادة تسمية المقاطعة لتكون المنطقة العاشرة بعد تعداد عام 2010. لم يمثل الجمهوريون هذه المنطقة أو سابقاتها منذ أكثر من قرن.

### في المنصب

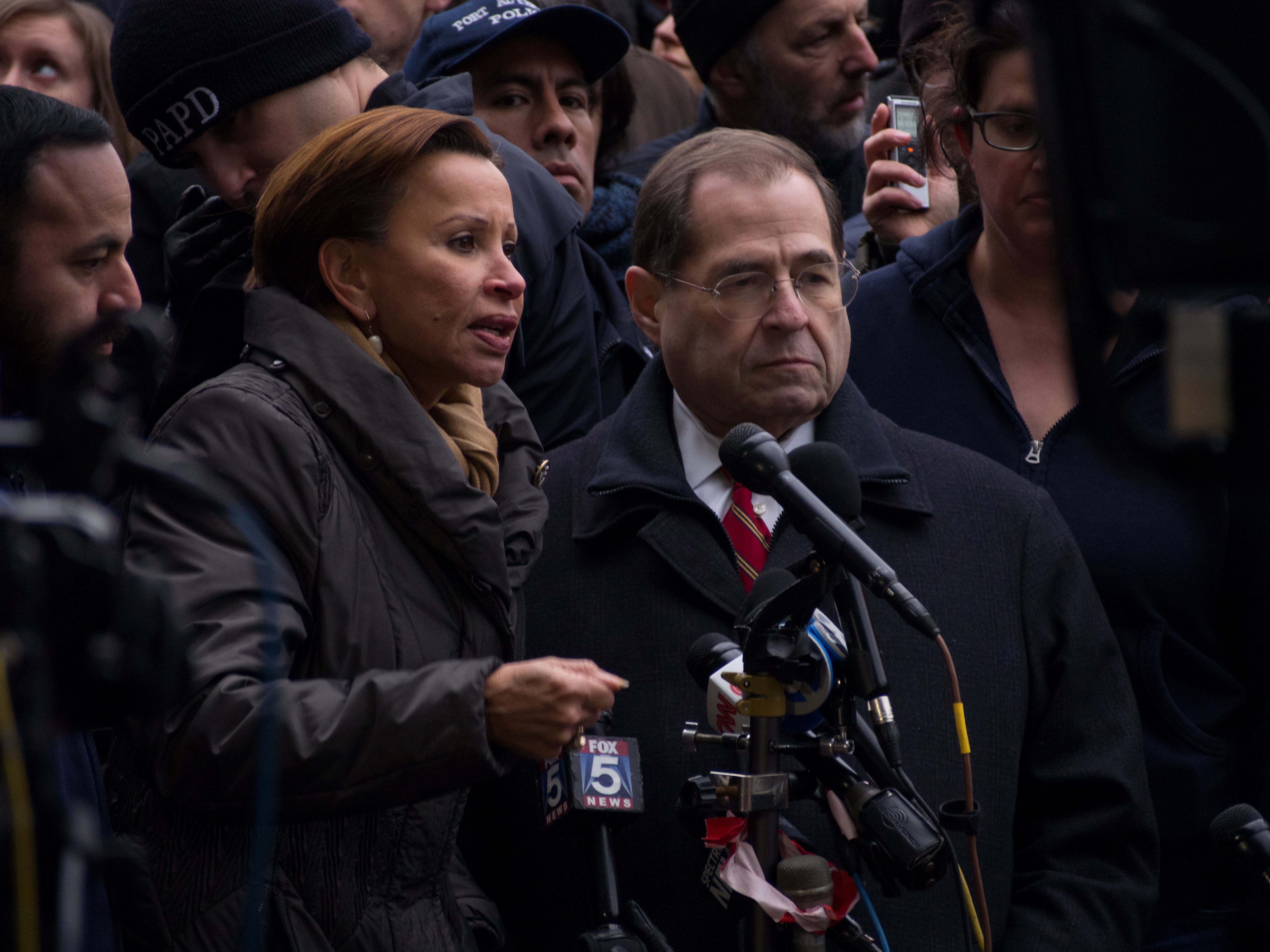
ندلر يعقد مؤتمرا صحفيا مع نيديا فيلاسكيز في احتجاج مطار جون كينيدي الدولي 2017

نادلر هو رئيس لجنة مجلس النواب الأمريكي المعنية بالقضاء وهو عضو في لجان النقل والبنية التحتية.
على الرغم من الجهود السابقة لتوجيه الاتهام النيابي لجورج دبليو بوش،  والمزيد من الطلبات الأخيرة من زملائه الممثلين، فأنه لم يحدد موعدًا لجلسات استماع بشأن إجراءات عزل بوش أو ديك تشيني، قائلا في عام 2007 أن القيام بذلك سيكون بلا فائدة وسيصرف الانتباه عن الانتخابات الرئاسية. كرر نادلر حجة التوقيت وأيد باراك أوباما في الانتخابات الرئاسية لعام 2008 ، قائلاً إن انتخاب مرشح نزيه سيخلق فرصة أكبر لمحاكمة أولئك الذين ارتكبوا جرائم حرب في إدارة بوش. بينما صرح بأن بوش قد ارتكب جرائم لا يمكن الاستغناء عنها، لكن لا يمكن فعل شيء لأن النظام «سياسي للغاية». بعد عشرة أيام، وعقب تقديم مواد الإقالة من قبل النائب دنيس كوسينيتش، عقدت اللجنة القضائية بكامل مجلس النواب جلسات استماع غطتها فقط C-SPAN  بشأن العملية. وكان بروس فين، أحد كبار المسؤولين في وزارة العدل لـ رونالد ريغان، ومن بين الذين أدلوا بشهاداتهم عن عزله.
وفي ملاحظة مماثلة، في إشارة إلى إجراءات الإقالة الافتراضية ضد الرئيس دونالد ترامب والتي بدأت في مجلس النواب المنتخب الذي يسيطر عليه الديمقراطيون، اقترح «اختبارًا ثلاثي الجوانب» من شأنه «إجراء محاكمة عادلة». مثل هذا الاختبار سوف يشمل «أن الجرائم المذكورة يجب أن تكون خطيرة للغاية»، و «الأدلة واضحة جدًا»، و«حتى بعض مؤيدي الرئيس يقرون بأن الإقالة ضرورية». وذكر نادلر أنه إذا ثبت أن الرئيس ارتكب جريمة تستوجب عزله، فيجب على المشرعين أن يفكروا فيما إذا كانت هذه الجريمة «ترتقي إلى مستوى الخطورة، حيث يستحق وضع البلاد في صدمة إجراءات العزل».
قال نادلر في مقابلة في ديسمبر 2008 إنه مهتم بمقعد مجلس الشيوخ الأمريكي وأن هيلاري كلينتون تخطط للاستقالة لتصبح وزيرة الخارجية الأمريكية في إدارة أوباما. وأشار إلى معارضته للحرب في العراق، وقانون باتريوت، وقانون إصلاح الإفلاس لعام 2005 باعتباره من بين مؤهلاته الرئيسية.
حث نادلر المدعي العام في ديسمبر 2008 على تعيين مستشار مستقل للتحقيق مع ديك تشيني، دونالد رامسفيلد، وغيره من كبار المسؤولين في عهد بوش لانتهاكهم قانون تعذيب السجناء في حجز الولايات المتحدة.
في يناير 2011، وصف نادلر خطة أغلبية الحزب الجمهوري الجديدة بقراءة الدستور في مجلس النواب بأنها «طقوسية» واشتكى من أنها تعاملت مع الدستور باعتباره «نصًا مقدسًا» لأغراض «الدعاية».
في 24 سبتمبر 2019 ، اقترح النائب لانس جودن قرارًا بإقالة نادلر من منصبه كرئيس للجنة القضائية في مجلس النواب، متهماً إياه ببدء إجراءات العزل بشكل غير قانوني قبل أن يمنح مجلس النواب تفويضًا للجنة.
انتقدت بوليتيفاكت نادلر لادعائه كذباً في إطلاق النار في كينوشا أن كايل ريتنهاوس قد أحضر مسدسًا عبر حدود الولاية وبالتالي قد يخضع لمراجعة وزارة العدل الفيدرالية ، بينما في الواقع لم يفعل ذلك.

### مهام اللجنة

#### حالياً
- لجنة القضاء (رئيس)
  - كرئيس للجنة كاملة، قد يعمل نادلر كعضو بحكم منصبه في جميع اللجان الفرعية.

#### سابقاً
- لجنة النقل والبنية التحتية
  - اللجنة الفرعية للطرق السريعة والعبور
  - اللجنة الفرعية للسكك الحديدية وخطوط الأنابيب والمواد الخطرة

### عضوية التجمع
- تجمع الكونغرس للفنون [33]
- المؤتمر التقدمي للكونجرس [34]
- تجمع الكونغرس بأمريكا وآسيا والمحيط الهادئ [35]
- عناية الطبية لجميع القوقازيين[36]

## مواقف سياسية

### مراقبة
كان نادلر غير راضٍ عن إقرار مشروع قانون تسوية إصلاح المُراقبة، قانون تعديلات فيزا لعام 2008 ، قائلاً إنه «يتخلى عن حماية الدستور ويحمي السلوك الخارج عن القانون من التدقيق القانوني».

### ضرائب الدخل
قارن نادلر قبول أوباما لمطالب الجمهوريين بتمديد التخفيضات الضريبية في حقبة بوش على أعلى مستويات الدخل إلى شخص يتعرض للضغوط من قبل الغوغاء، مؤكدًا أن الجمهوريين سوف يسمحون فقط بتخفيض ضرائب الطبقة الوسطى إذا حصل أصحاب الملايين والمليارديرات على المدى الطويل خفض الضرائب كذلك.
اقترح نادلر تغيير فئات ضريبة الدخل لتعكس مناطق مختلفة وتكاليف المعيشة، الأمر الذي كان من شأنه أن يخفض معدل الضريبة لسكان نيويورك. عارضت نادلر إعطاء إعفاءات ضريبية لأصحاب الدخل المرتفع، قائلة إن البلاد لا تستطيع تحمله.

### الإجهاض
كما تعهد نادلر بإعادة تقديم قانون حرية الاختيار خلال إدارة أوباما. لديه تصنيف 100 ٪ من NARAL Pro-Choice America.

### الزواج من نفس الجنس

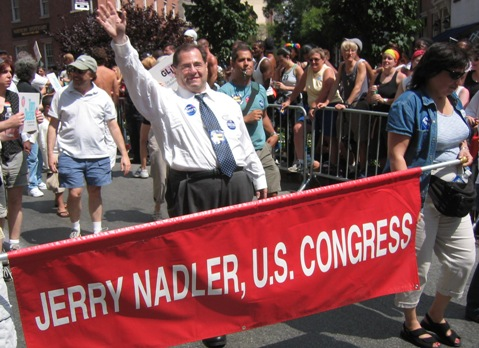
نادلر في موكب مثلي الجنس في مدينة نيويورك في عام 2004

نادلر يدعم الزواج من نفس الجنس، والحماية ضد التمييز على أساس التوجه الجنسي والهوية الجنسية.
في 15 سبتمبر 2009، قدم نادلر وممثلان آخران قانون احترام الزواج، وهو مشروع قانون مقترح من شأنه أن يلغي قانون الدفاع عن الزواج ويطلب من الحكومة الفيدرالية الاعتراف بصحة الزواج من نفس الجنس.
في عام 2019، أيد نادلر قانون المساواة، وهو مشروع قانون من شأنه أن يوسع قانون الحقوق المدنية الفيدرالي لعام 1964 لحظر التمييز على أساس التوجه الجنسي والهوية الجندرية.

### احتلوا وول ستريت
أرسل نادلر رسالة إلى المدعي العام إريك هولدر يطلب فيها حامل التحقيق في ما إذا كانت الشرطة تراقب احتجاجات احتلوا حرمت الحقوق الدستورية للمتظاهرين. وذكر أن عمدة المدينة مايكل ر. بلومبرج من مدينة نيويورك «سخر» من دعوة نادلر لإجراء تحقيق في سلوك الشرطة. اقترح بلومبرج أنه سيكون قادراً على جعل الشوارع أكثر أمانًا من خلال الحصول على المال من أجل أمن الوطن بدلاً من ذلك.

### الهجرة
في مارس 2019، بينما ناقش مجلس النواب حق النقض الذي استخدمه الرئيس ترامب في إجراء يقضي بإلغاء إعلانه عن حالة طوارئ وطنية على الحدود الجنوبية، قال نادلر، «أنا مُقتنع بأن تصرفات الرئيس غير قانونية وغير مسؤولة إلى حداً كبير. إن الأساس الجوهري لنظام حكومتنا والديمقراطيات في جميع أنحاء العالم والذي يعود إلى مئات السنين هو أن السلطة التنفيذية لا يمكنها إنفاق أموال دافعي الضرائب من جانب واحد دون موافقة الهيئة التشريعية.»

### الإسكان
في عام 2020، أشاد نادلر بالقاضي لقرار قد يؤدي إلى إزالة 20 طابقًا أو أكثر في مبنى مكون بالفعل من 52 طابقًا في الجانب الغربي العلوي من مدينة نيويورك. حصل المطور على تصريح لبناء المبنى، لكن القاضي قال إنه ما كان ينبغي منح التصريح.

### إيران
في عام 2015، صوت نادلر لدعم اتفاق لرفع العقوبات الاقتصادية ضد إيران في مقابل امتثال إيران لشروط الاتفاقية التي دعت إلى تفكيك برنامجها النووي وتقليصه إلى حد كبير.

### إسرائيل
في ديسمبر 2017، انتقد نادلر قرار الرئيس ترامب الاعتراف بالقدس عاصمة لإسرائيل. وصرح نادلر: «لقد اعترفت منذ فترة طويلة بالقدس كعاصمة تاريخية لإسرائيل، ودعوت إلى نقل سفارة الولايات المتحدة في نهاية المطاف إلى القدس، مقر الحكومة الإسرائيلية. في حين أن إعلان الرئيس ترامب في وقت سابق اليوم أقر بحق بالأرتباط الفريد للشعب اليهودي بالقدس، فإن التوقيت والظروف المحيطة بهذا القرار مُقلقة للغاية».

### القنب
في يوليو 2019، قدم نادلر قانون إعادة استثمار الماريجوانا وحذفه (MORE) الذي يسعى من بين الإصلاحات الأخرى إلى إزالة الحشيش من قانون المواد الخاضعة للرقابة. قال نادلر: «لقد حان الوقت لتصحيح هذا الخطأ على الصعيد الوطني والعمل على النظر إلى استخدام الماريجوانا كمسألة اختيار شخصي وصحة عامة، وليس سلوكًا إجراميًا». في نوفمبر 2019، أقر مشروع القانون اللجنة القضائية بمجلس النواب بأغلبية 24-10 أصوات، وهي المرة الأولى التي يتم فيها تمرير مشروع قانون لإنهاء حظر القنب من قبل لجنة في الكونغرس.

### سجل التصويت
نادلر لديه سجل تصويت ليبرالي في مجلس النواب. اكتسب شهرة وطنية خلال اقالة بيل كلينتون، عندما وصف العملية بأنها «وظيفة سكة حديد حزبية» 
يتضمن اقتراحه الخاص بالرعاية الطبية قسماً يوفر مجموعة من المنظمات لدراسة مرض جراوند زيرو.
وفقًا لصحيفة ناشيونال جورنال، فإن نادلر هو واحد من سبعة أعضاء في مجلس النواب يتعاقدون مع معظم الليبرالية.

## الحياة الشخصية
تزوج نادلر وجوزفين لانغسدور ميلر في عام 1976. واعتبارًا من عام 2013، كانا يعيشان في ميدان لينكولن.
في عامي 2002 و 2003، خضع نادلر لجراحة التنظير البطن، مما ساعده على فقدان أكثر من 100 باوند.

## روابط خارجية
- عضو الكونغرس جيري نادلر الموقع الرسمي في البيت الأمريكي
- جيري نادلر للكونغرس
- جيري نادلر على مشروع الدليل المفتوح
- السيرة الذاتية في دليل السيرة الذاتية لكونغرس الولايات المتحدة  [لغات أخرى]‏
- الملف الشخصي في التصويت الذكية  [لغات أخرى]‏
- المعلومات المالية (المكتب الفيدرالي) في لجنة الانتخابات الفيدرالية
- تشريع برعاية في مكتبة الكونغرس
- استجابة استطلاع استبيان الكونغرس لعام 2008 من النادي الديمقراطي 504